# Philoscia bonariensis
Philoscia bonariensis là một loài chân đều trong họ Philosciidae. Loài này được Giambiagi de Calabrese miêu tả khoa học năm 1935.